# John Clayton (botaniste)
Pour les articles homonymes, voir John Clayton.
John Clayton est un botaniste britannique, né en 1694 et mort le 15 décembre 1773 en Virginie.
Il arrive en Amérique en 1705. Il est assistant de clerc de 1705 à 1722 puis premier clerc de 1722 à 1773. Il récolte de nombreux spécimens botaniques en Virginie qui seront déterminés par Laurentius Theodorus Gronovius (1730-1777) dans sa Flora Virginica de 1739. Une partie de sa collection est aujourd’hui conservée par le Natural History Museum de Londres. Carl von Linné (1707-1778) lui a dédié en 1753 le genre Claytonia de la famille des Montiaceae.